# Via ferrata de Hindelang

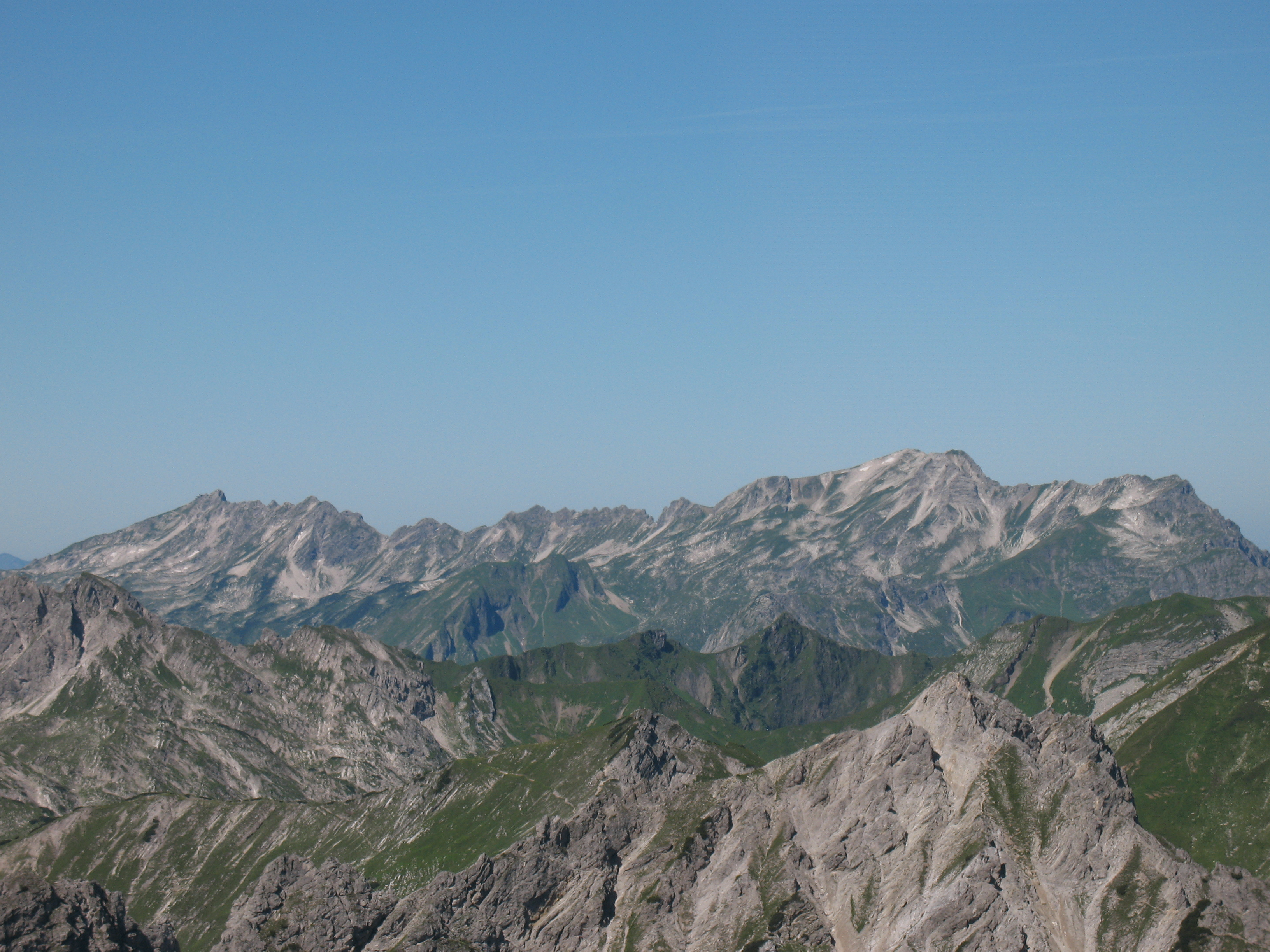
Parcours de la via ferrata de Hindelang : le Westlicher Wengenkopf et le Großer Daumen

La via ferrata de Hindelang est un parcours de via ferrata dans les Alpes d'Allgäu, qui va de l'arête occidentale du Westlicher Wengenkopf, par le Großer Daumen, jusqu'au Breitenberg.

## Histoire
La via ferrata est établie de 1973 à 1978 par la section Allgäu/Immenstadt de la Deutscher Alpenverein avec l'aide de l'équipe construisant le Nebelhornbahn (de). En 2003, pour ses 25 ans, il est réhabilité.

## Parcours
- Montée d'Oberstdorf au Nebelhorn : 3 heures de marche.
- Du Nebelhorn au Großen Daumen : 3 heures ½ de marche.
- Retour par le Koblat : 2 heures ½ de marche.
- Suite vers le Breitenberg : 2 heures ½ de marche.

## Difficulté

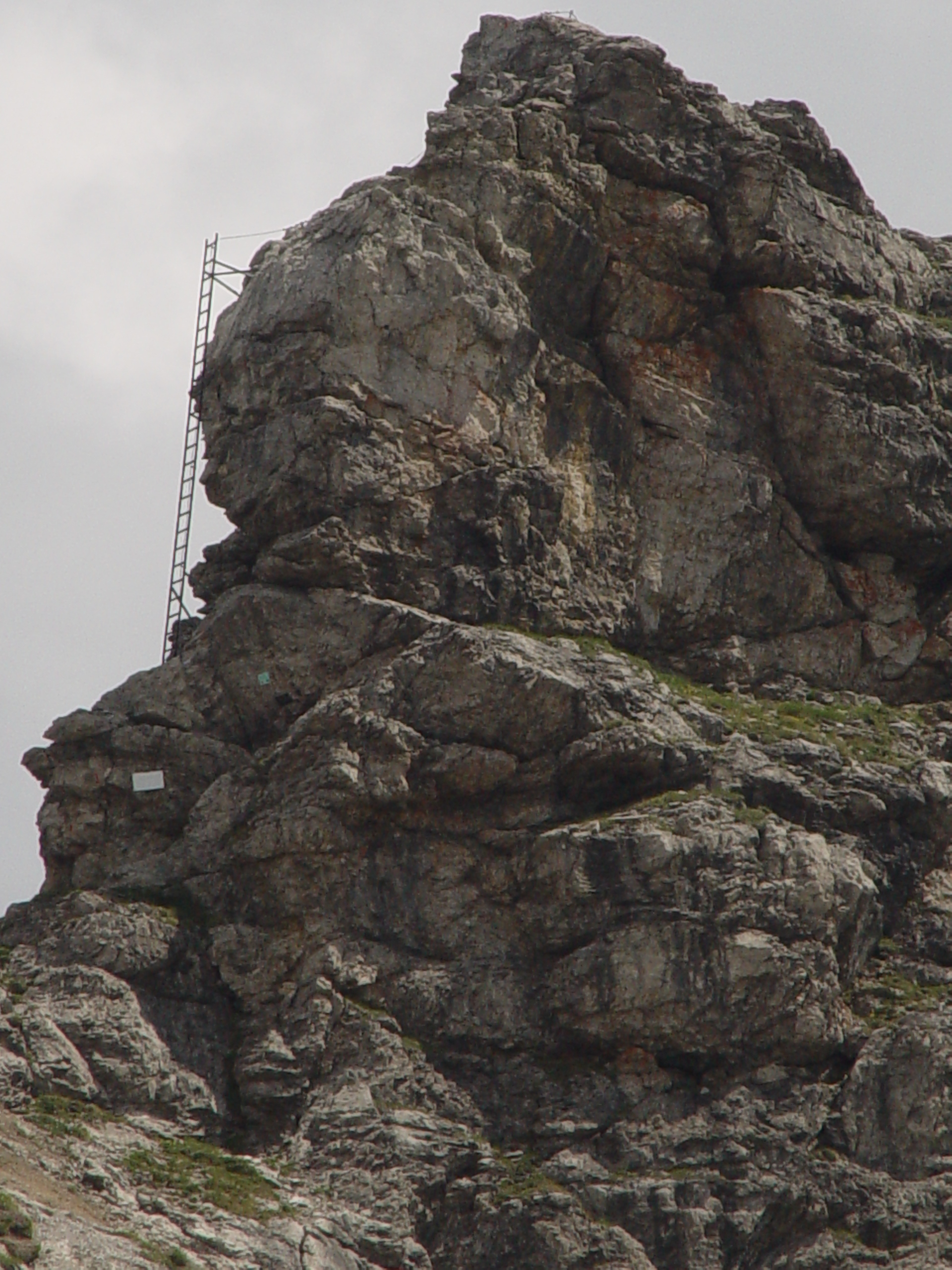
Échelle de la via ferrata de Hindelang, sur le Nebelhorn

La via ferrata est d'une difficulté moyenne. Le sentier est cependant exigeant par sa longueur et des parties vertigineuses. Un baudrier peut être nécessaire.

## Voies
L'ascension peut commencer à Oberstdorf (813 m) jusqu'à la station du téléphérique Nebelhornbahn (de) juste à côté de l'Edmund-Probst-Haus (1 930 m d'altitude), soit 2 heures 30 minutes de marche. Il reste une demi-heure pour le Nebelhorn (2 224 m), dernière station du téléphérique.
Le chemin vers le Nebelhorn suit un sentier avec de courts secteurs d'escalade. L'entrée de la via ferrata est une échelle d'une dizaine de mètres de haut sur l'arête occidentale du Westlicher Wengenkopf ; un équipement d'escalade est alors conseillé. Au sommet du Westlicher Wengenkopf, le sentier se poursuit vers l'Östlicher Wengenkopf (de) (2 207 m). L'ascension de l'arête passe par des échelles, des brèches dans la roche et une pièce découverte. Entre-temps, deux sentiers permettent de descendre en urgence au sud-est du Koblat. Il y a aussi une voie parallèle plus facile que la via ferrata.
Au pied de la crête, il y a une tour suivie d'une corniche. La suite du sentier vers le Großer Daumen va sans difficulté par une pente herbue. Un chemin de retour vers l'Edmund-Probst-Haus passe par le Laufbichlsee et le sud-ouest du Koblat.
La via ferrata se poursuit vers le Kleiner Daumen (de) (2 197 m) et franchit le Heubatspitze (2 008 m). On passe par les Hohe Gänge avant d'atteindre le Breitenberg (1 893 m), d'où l'on termine la via ferrata par une descente vers le village d'Hinterstein.